# Сурмач-Міллс Мирослава
Мирослава Миронівна Сурмач-Міллс (Mills) (* 1925) — американська малярка українського походження, народилася в Нью-Йорку, дочка першого в США українського книгаря та видавця Мирона Сурмача.
Закінчила Купер Юніон Арт Скул у Нью-Йорку (1950).
Ілюстратор дитячих книг; як знавець народного мистецтва, спричинилася до відновлення писанкарства за океаном (технічні методи, взірці у книзі «Ukrainian Easter eggs», 1957) і малярства на склі з сценами українських традиційних звичаїв (видані листівками, які широко розходяться Америкою).
Бере участь у групових виставках у США і Канаді.